# Another Day, Another Road
"Another Day, Another Road" is een nummer van de Nederlandse band Cuby + Blizzards. Het nummer verscheen op hun album Groeten uit Grollo uit 1967. Dat jaar werd het uitgebracht als de eerste single van het album.

## Achtergrond
"Another Day, Another Road" is geschreven door zanger Harry Muskee en pianist Herman Brood en geproduceerd door Tony Vos. Het nummer gaat over het voortdurend onderweg zijn naar optredens. Het werd de meest succesvolle single van het album Groeten uit Grollo: het kwam tot de twintigste plaats in de Nederlandse Top 40 en de veertiende plaats in de Parool Top 20. In 2000 nam Muskee een nieuwe versie van het nummer op met Barry Hay ter gelegenheid van zijn 35-jarig jubileum. In 2005 werd nog een nieuwe versie opgenomen tijdens de 2 Meter Sessies van de band.

## Hitnoteringen

### Nederlandse Top 40
| Hitnotering: 15-07-1967 t/m 26-08-1967 | Hitnotering: 15-07-1967 t/m 26-08-1967 | Hitnotering: 15-07-1967 t/m 26-08-1967 | Hitnotering: 15-07-1967 t/m 26-08-1967 | Hitnotering: 15-07-1967 t/m 26-08-1967 | Hitnotering: 15-07-1967 t/m 26-08-1967 | Hitnotering: 15-07-1967 t/m 26-08-1967 | Hitnotering: 15-07-1967 t/m 26-08-1967 | Hitnotering: 15-07-1967 t/m 26-08-1967 |
| Week                                   | 1                                      | 2                                      | 3                                      | 4                                      | 5                                      | 6                                      | 7                                      |                                        |
| -------------------------------------- | -------------------------------------- | -------------------------------------- | -------------------------------------- | -------------------------------------- | -------------------------------------- | -------------------------------------- | -------------------------------------- | -------------------------------------- |
| Positie                                | 37                                     | 27                                     | 22                                     | 20                                     | 21                                     | 30                                     | 34                                     | uit                                    |

### Parool Top 20
| Hitnotering: 22-07-1967 t/m 12-08-1967 | Hitnotering: 22-07-1967 t/m 12-08-1967 | Hitnotering: 22-07-1967 t/m 12-08-1967 | Hitnotering: 22-07-1967 t/m 12-08-1967 | Hitnotering: 22-07-1967 t/m 12-08-1967 | Hitnotering: 22-07-1967 t/m 12-08-1967 |
| Week                                   | 1                                      | 2                                      | 3                                      | 4                                      |                                        |
| -------------------------------------- | -------------------------------------- | -------------------------------------- | -------------------------------------- | -------------------------------------- | -------------------------------------- |
| Positie                                | 16                                     | 16                                     | 14                                     | 18                                     | uit                                    |

### NPO Radio 2 Top 2000
| Nummer met noteringen in de NPO Radio 2 Top 2000 | '05  | '06  | '07 | '08  | '09  | '10  | '11  | '12  | '13  |
| ------------------------------------------------ | ---- | ---- | --- | ---- | ---- | ---- | ---- | ---- | ---- |
| Another Day, Another Road                        | 1693 | 1028 | 895 | 1529 | 1559 | 1618 | 1036 | 1728 | 1871 |

1. ↑  Een vetgedrukt getal geeft de hoogste notering aan.
2. ↑  2005 was het eerste jaar met een notering voor dit nummer.
3. ↑  Deze tabel is bijgewerkt tot en met de laatste editie (2024).